# Jiří Brýdl
Jiří Brýdl (* 18. března 1945) je český politik a učitel, bývalý senátor za obvod č. 50 – Svitavy, bývalý starosta Svitav, zastupitel Pardubického kraje a člen KDU-ČSL.

## Vzdělání, profese a rodina
Vystudoval Fakultu tělesné výchovy Univerzity Karlovy v Praze s aprobací tělesná výchova a český jazyk. Do roku 1990 působil jako učitel na Gymnáziu Svitavy. Jeho bratr Miroslav byl starostou Litomyšle a náměstkem hejtmana Pardubického kraje.

## Politická kariéra
Krátkou dobu byl členem Občanského hnutí, v roce 1999 vstoupil do KDU-ČSL.
Ve volbách 1996 se stal členem horní komory českého parlamentu, přestože jej v prvním kole porazil kandidát ODS František Zeman v poměru 31,35 % ku 24,54 % hlasů. Ve druhém kole ovšem nestraník kandidující za KDU-ČSL byl zvolen senátorem se ziskem 57,77 % hlasů. V senátu vykonával funkci místopředsedy Výboru pro územní rozvoj, veřejnou správu a životní prostředí. Ve volbách 2000 mandát obhájil v souboji se sociálnědemokratickým poslancem Michalem Krausem. V horní komoře poté předsedal Výboru pro územní rozvoj, veřejnou správu a životní prostředí. Ve volbách 2006 již nekandidoval.
V letech 1990–2000 zastával post starosty Svitav, do funkce se vrátil po volbách 2006. V lednu 2010 sdělil, že již znovu nebude kandidovat. V letech 2008 až 2012 zasedal v zastupitelstvu Pardubického kraje.